# Gino Birindelli
Gino Birindelli (Pescia, 20 januari 1911 - Rome, 2 augustus 2008) was een Italiaanse Ammiraglio d'armata (Luitenant-admiraal) in de Regia Marina. Hij was lid van de Kamer van Afgevaardigden (1972-1976). Hij diende in de Italiaanse marine tijdens de Tweede Wereldoorlog en werd onderscheiden met Gouden medaille voor Dapperheid.

## Leven
Hij studeerde aan de marine-academie in Livorno en werd tot Guardiamarina (luitenant-ter-zee) in de Regia Marina bevorderd. Birindelli studeerde in 1937 af aan de universiteit van Pisa. Hij werd aan de onderzeedienst toegewezen en hij voerde over verschillende onderzeeboten het commando. In 1939 werd hij een trainer voor commandoduikers en bemande torpedo's en werd naar de Decima Flottiglia M.A.S. gestuurd.

## Tweede Wereldoorlog
Op 21 oktober 1940 voer de onderzeeboot Sciré uit de havenstad La Spezia met aan boord drie bemande torpedo's en vier bemanningen richting Gibraltar. Kikvorsmannen van de Decima Flottiglia M.A.S. onder leiding van Birindelli gingen de haven binnen, maar konden geen schepen aanvallen, vanwege technische problemen met de torpedo's en de ademhalingsapparatuur. Een bemande torpedo was in staat om in de buurt van het slagschip HMS Barham te komen. De springlading explodeerde, maar veroorzaakte geen noemenswaardige schade. De twee kikvorsmannen, Birindelli en Damos Paccagnini, werden door de Britten gevangengenomen. De andere vier (inclusief Teseo Tesei) wisten Spanje te bereiken en keerden naar Italië terug. Waardevolle ervaring werd met deze operatie opgedaan door de Decima. Gino Birindelli werd hiervoor onderscheiden met de Medaglia d'Oro al Valor Militare (Gouden medaille voor Dapperheid), zijn ondergeschikte Damos Paccagnini ontving de Medaglia d'Argento al Valore Militare (Zilveren medaille voor Dapperheid). Birindelli bleef krijgsgevangene van de geallieerden tot zijn repatriëring in 1944. Na zijn vrijlating vocht hij in de Marina Cobelligerante Italiana tegen de Duitsers.

## Na de oorlog
In 1952 werd Birindelli tot commandant van de Italiaanse mariniers, de Comando Raggruppamento Subacquei e Incursori Teseo Tesei benoemd. In 1956 werd hij tot commandant van de kruiser Raimondo Montecuccoli benoemd. Hij werd in december 1959 tot Contrammiraglio (Commandeur) bevorderd. In 1967 werd hij tot II Comando in Capo della Squadra Navale benoemd. In 1970 werd hij tot chef van het Middellandsezeecommando van de NAVO in Malta benoemd. Hij werd uit deze functie ontslagen door de regering van Dom Montoff na haar verkiezingsoverwinning in 1971 en in de eerste 24 uur van de nieuwe regering tot 'persona non grata'  uitgeroepen. Hij werd benoemd tot Comandante navale Nato del Sud Europa (NAVSOUTH).
In 1972 voegde Giorgio Almirante, leider van de Movimento Sociale Italiano-beweging, gevestigde namen zoals admiraal Birindelli als lid toe. Birindelli was vanaf 1972 tot 1973 voorzitter van de partij. Hij zat van 1972 tot 1976 in het Italiaanse parlement voor de MSI-DN.

## Militaire carrière
- Academie van de Marine in Livorno: 1925[2][1]
- Luitenant ter zee 3e klasse (Guardiamarina): 1930[2][1]
- Luitenant ter zee 2e klasse (Sottotenente di Vascello): 1931
- Luitenant ter zee 2e klasse oudste categorie (Tenente di Vascello): 1935
- Korvetkapitein (Capitano di Corvetta): juli 1941
- Fregatkapitein (Capitano di Fregata): 1944[2][1]
- Kapitein-ter-zee (Capitano di Vascello): januari 1952[1]
- Commandeur (Contrammiraglio): december 1959[6]
- Schout-bij-nacht (Ammiraglio di Divisione):[1]1962[7]
- Viceadmiraal (Ammiraglio di Squadra): december 1973[2][1]
- Luitenant-admiraal Ammiraglio d'armata:[6][1]

## Onderscheidingen
- Gouden medaille voor Dapperheid op 31 augustus 1940[8]
- Zilveren medaille voor Dapperheid[7] in 1940[2]
- Orde van Verdienste
  - Grootkruis[7] op 8 juli 1977[9]
  - Grootofficier[1] op 27 december 1967
- Orde van de Italiaanse Kroon
  - Officier[1]
- Orde van de Dannebrog
  - Commandeur
- Oorlogskruis (Italië)[7]
- Medaille Mauritius voor 10 jaar Militaire Dienst
- Herinneringsmedaille van de Oorlog 1940-1943[7]
- Herinneringsmedaille van de Bevrijdingsoorlog[7]
- Herinneringsmedaille voor de Vrijwilligers uit de Tweede Wereldoorlog[7]

## Publicatie
- (it)  Vita di marinaio. Rome, 2002. ISBN 978-8-8303-11-6 (niet geldig)